# Theodor Mathieu
Theodor Mathieu (* 14. März 1919 in Hohenkammer; † 8. September 1995 in Bamberg) war ein deutscher Jurist und Politiker (CSU).

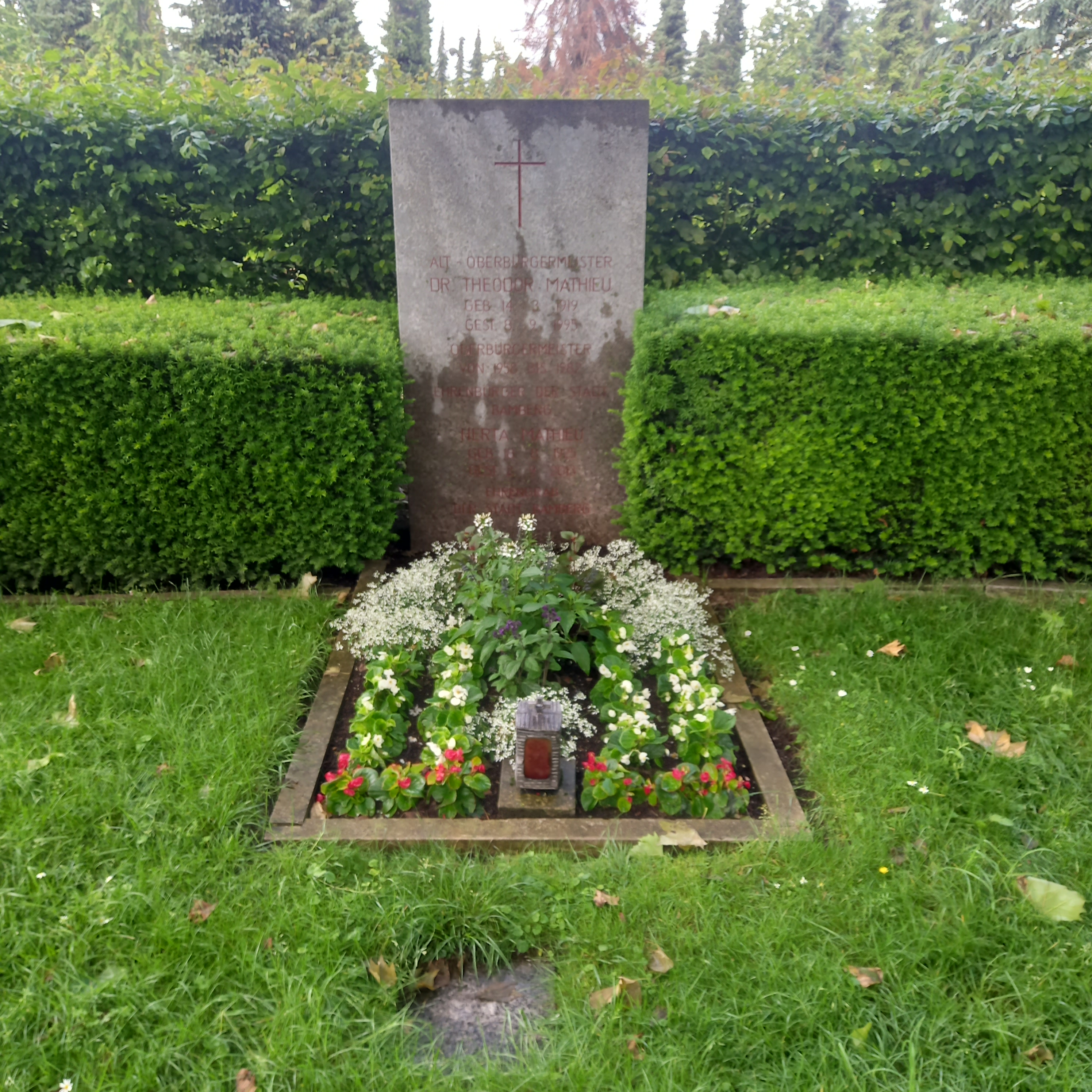
Das Grab von Theodor Mathieu und seiner Ehefrau Herta auf dem Hauptfriedhof in Bamberg

## Leben
Nach seiner Schulzeit in Augsburg am Gymnasium bei St. Stephan und in Bamberg am Neuen Gymnasium, sowie dem Abitur 1937 am St. Benno-Gymnasium in Dresden nahm Mathieu ein Studium der Rechtswissenschaft an der Universität Erlangen auf, das er mit der Promotion zum Dr. jur. beendete. Während seines Studiums wurde er 1947 Mitglied der katholischen Studentenverbindung K.D.St.V. Gothia Erlangen im CV und später auch Mitglied der katholischen Studentenverbindungen K.D.St.V. Ferdinandea-Prag zu Heidelberg und K.D.St.V. Fredericia Bamberg, beide im CV. Er arbeitete von 1952 bis 1958 als Richter am Landgericht Bamberg und hatte von 1952 bis 1954 eine Tätigkeit beim Bundesministerium der Justiz inne. 1957/58 wirkte er als Dozent an der Bayerischen Rechtspflegeschule.
Mathieu trat nach 1945 in die CSU ein und amtierte vom 1. Mai 1958 bis zum 30. April 1982 als Oberbürgermeister der Stadt Bamberg. Während seiner Amtszeit wurden die Städtepartnerschaften mit Rodez (1970), Villach (1973) und Bedford (1977) begründet. Von 1976 bis 1981 war er außerdem Mitglied des Bayerischen Senates.

## Ehrungen
- Bundesverdienstkreuz I. Klasse
- Bayerischer Verdienstorden
- Verdienstorden der Italienischen Republik, 1976
- Ehrenring der Stadt Villach, 1974
- Ehrenring der Stadt Feldkirchen
- Großes Goldenes Ehrenzeichen für Verdienste um die Republik Österreich
- Gregoriusorden
- Ehrensenatorwürde der Otto-Friedrich-Universität Bamberg, 1980
- Ehrenbürgerschaft der Stadt Bamberg, 1984
- Ehrenbürgerschaft der Stadt Bedford, 1984